# Andreas Wurm (Journalist)
Andreas Wurm (* 10. September 1972 in Hanau) ist ein deutscher Journalist, Moderator und Sprecher.

## Leben
Andreas Wurm wuchs im hessischen Hanau auf.
Nach seiner journalistischen Ausbildung ist er deutschlandweit vor allem als Fernseh- und Hörfunkmoderator sowie Sprecher tätig.
In Berlin präsentierte er lange die FAB-Schlemmertour beim Fernsehen aus Berlin. Darin besuchte er, gemeinsam mit prominenten Gästen aus Kultur und Wirtschaft, diverse Gastronomiebetriebe und Bars in der Hauptstadt und Umgebung. Diese Sendung moderierte Andreas Wurm bis zur Beendigung des Formats Ende 2008.
Mitte Dezember 2008 ist er erstmals als Frederick Klein in der neuen rbb-Satireshow Gute Nachrichten zu sehen, in der fiktive Nachrichten und Ereignisse kommentiert und präsentiert werden. Hier ist Wurm auch als Schauspieler auf dem Bildschirm neben Klaus-Peter Grap und Anne Apitzsch.
Des Weiteren moderierte er bei Voyages Television, dem ehemaligen TV Travel Shop. Ein ähnliches Format zeigte der in Hamburg lebende Moderator auch bei Berge & Meer, der Reiseshop. Diese Sendung wurde bei n-tv und RTL ausgestrahlt.
Vom ZDF wurde er auch zur Präsentation des Live-Programms auf der IFA – Internationale Funkausstellung auf dem Messegelände in Berlin-Charlottenburg eingesetzt.
2008 moderierte Andreas Wurm das Vorprogramm zu den ZDF-Sendungen über die Fußball-EM 2008 in der ZDF-Arena auf der Seebühne der Festspiele Bregenz.
Schon während der Fußball-WM in Deutschland war er Teil eines ähnlichen Vorprogramms der ZDF-Sportredaktion, das auch mit einigen Preisen bedacht wurde.
Derzeit gehört Andreas Wurm zu den Stadionmoderatoren der deutschen Fußballnationalmannschaft.
Zudem ist er seit Anfang 2012 Live-Reporter des Magazins zibb im rbb-Fernsehen und als Radiomoderator bei Antenne Niedersachsen tätig.
Andreas Wurm arbeitet freiberuflich als Medientrainer, Event- und Streaming-Regisseur und ist als Podcaster im Sportpodcast „Stand jetzt – der erste Sportpodcast des Tages“ und im Reisepodcast „Einfach mal raus“ zu hören.